# Gino Minciotti
Gino Minciotti (auch Luigi „Gino“ Minciotti) war ein italienischer Motorrad- und Automobilrennfahrer, der in den 1920er-Jahren aktiv war. Er trat bei nationalen Motorradrennen in Italien an und nahm später auch an internationalen Automobilrennen teil.

## Karriere als Motorradrennfahrer
Minciotti startete in den frühen 1920er-Jahren für Garelli in der 350-cm³-Klasse. Einer seiner bekannten Erfolge war der zweite Platz beim Circuito del Monferrato im September 1923 in Asti. Das Rennen führte über eine Distanz von etwa 138 km. Zusätzlich belegte er vordere Plätze bei zahlreichen regionalen Rennen auf Garelli-Maschinen, wie z. B. in Livorno (1920–1930).

## Karriere als Automobilrennfahrer
Ab 1924 nahm Minciotti auch an internationalen Automobilrennen teil, hauptsächlich auf Bugatti-Fahrzeugen:
- Am 25. Mai 1924 belegte er im Circuito del Savio auf einem Ansaldo 4CS den zehnten Platz (Fahrzeit: 4:13:02,2).[2]
- Beim III Circuito del Savio am 21. Mai 1925 schied er mit einem Bugatti T30 aufgrund eines Motorschadens aus.
- Am 31. Mai 1925 erreichte er beim VI Circuito del Mugello auf einem Bugatti T30 den vierten Platz (Zeit: 5:38:27,2).
- Am 20. Juni 1925 fuhr er beim II Coppa Acerbo mit einem Bugatti T35 auf Platz zwei (Fahrzeit: 5:34:18,2).